# Apercepção
Apercepção (do latim ad-, "para, em direção a" e percipere, "perceber, ganhar, garantir, aprender ou sentir") é um dos vários aspectos da percepção e consciência em campos como psicologia, filosofia e epistemologia. 

## Significado na filosofia
O termo se origina de René Descartes na forma da palavra apercevoir em seu livro Traité des passions. Leibniz introduziu o conceito de apercepção na tradição filosófica mais técnica, em sua obra Principes da natureza fondes en raison et de la grâce; embora ele usasse a palavra praticamente no sentido da atenção moderna, pela qual um objeto é apreendido como "não-eu" e, ainda assim, em relação ao eu.
Immanuel Kant distinguiu apercepção transcendental de apercepção empírica. A primeira é a percepção de um objeto como envolvendo a consciência do eu puro como sujeito - "a consciência pura, original e imutável, que é a condição necessária da experiência e o fundamento último da unidade da experiência". A segunda é "a consciência do eu concreto real com seus estados variáveis", o chamado "sentido interior". (Otto F. Kraushaar em Runes). A apercepção transcendental é quase equivalente à autoconsciência; a existência do ego pode ser mais ou menos proeminente, mas está sempre envolvida. Veja Kantianismo. 
O filósofo alemão Theodor Lipps distinguiu os termos percepção e apercepção em sua obra de 1902, Vom Fühlen, Wollen und Denken. Percepção, para Lipps, é um termo genérico que abrange ocorrências psíquicas como sensações auditivas e táteis, lembranças, representações visuais na memória, etc. Mas essas percepções nem sempre prendem nossa atenção consciente - percepção nem sempre é percebida conscientemente. Lipps usa o termo apercepção, então, para se referir à percepção atenta, em que, além de apenas perceber um objeto, também se atenta conscientemente ao objeto percebido ou se atenta também à própria percepção do objeto.

## Significado em psicologia
Na psicologia, apercepção é "o processo pelo qual a nova experiência é assimilada e transformada pelo resíduo da experiência passada de um indivíduo para formar um novo todo". Em suma, é perceber nova experiência em relação à experiência passada. O termo é encontrado nas primeiras psicologias de Herbert Spencer, Hermann Lotze e Wilhelm Wundt. Originalmente, significa passar o limiar para a consciência, isto é, perceber. Mas a percepção é alterada ao atingir a consciência devido à presença contextual das outras coisas já existentes, portanto, não é percebida, mas apercebida. 
De acordo com Johann Friedrich Herbart, a percepção é o processo pelo qual um agregado ou "massa" de apresentações se torna sistematizado (sistema de apercepções) pelo acréscimo de novos elementos, seja dados pelo sentido ou produto do funcionamento interno da mente. Ele enfatiza, portanto, na apercepção, a conexão com o eu como resultante da soma da experiência antecedente. Portanto, na educação, o professor deve familiarizar-se plenamente com o desenvolvimento mental do aluno, a fim de poder fazer pleno uso do que o aluno já conhece.
A noção de percepção também foi analisada por Alfred Adler, com base nos quais ele explica certos princípios de percepção. Uma criança percebe diferentes situações não como elas realmente existem, mas por meio do prisma de preconceitos de seus interesses pessoais, ou seja, de acordo com seu esquema de apercepção pessoal.
Apercepção é, portanto, um termo geral para todos os processos mentais nos quais uma apresentação é conectada a uma concepção mental já existente e sistematizada e, portanto, é classificada, explicada ou, em uma palavra, entendida; por exemplo, um novo fenômeno científico é explicado à luz dos fenômenos já analisados e classificados. Toda a vida inteligente do homem é, consciente ou inconscientemente, um processo de apercepção, na medida em que todo ato de atenção envolve o processo apercipiente.

### Exemplo
Uma criança rica e uma criança pobre caminhando juntas encontram a mesma nota de dez dólares na calçada. A criança rica diz que não é muito dinheiro e a criança pobre diz que é muito dinheiro. A diferença está na maneira como eles apercebem o mesmo evento - a lente da experiência passada através da qual vêem e valorizam (ou desvalorizam) o dinheiro.

## Significado em epistemologia
Na epistemologia, apercepção é "a apreensão introspectiva ou reflexiva pela mente de seus próprios estados internos".